# Arcidiocesi di Fiume
L'arcidiocesi di Fiume (in latino Archidioecesis Fluminensis) è una sede metropolitana della Chiesa cattolica in Croazia. Nel 2023 contava 164.301 battezzati su 226.982 abitanti. È retta dall'arcivescovo Mate Uzinić.

## Territorio
L'arcidiocesi comprende quasi tutta la regione litoraneo-montana escluse le isole Quarnerine settentrionali che sono parte della diocesi di Veglia.
Sede arcivescovile è la città di Fiume, dove si trova la cattedrale di San Vito.
Il territorio è suddiviso in 90 parrocchie.

## Storia
La storia della Chiesa fiumana coincide per molti secoli con quella dell'arcidiaconato, istituzione risalente probabilmente all'XI-XII secolo, ma di cui si hanno riscontri documentali a partire dal XIV secolo. All'arcidiacono spettava il diritto di esercitare le funzioni vescovili e ogni atto di giurisdizione. Originariamente l'arcidiaconato faceva parte della diocesi di Pola, che a partire dal XVI secolo ne limitò il potere affiancando all'arcidiacono la figura del vicario.
Nei secoli XVII e XVIII si susseguono i conflitti tra il clero di Fiume e i vescovi di Pola, spesso causati da tensioni politiche: Fiume è parte dell'impero, Pola è soggetta a Venezia. Il 16 ottobre 1787 Fiume entrò nella diocesi di Segna e Modruš, allora suffraganea dell'arcidiocesi di Kalocsa, ma che l'anno successivo divenne suffraganea dell'arcidiocesi di Lubiana e, tornata alla metropolia di Kalocsa nel 1807, entrò definitivamente nella provincia ecclesiastica di Zagabria l'11 dicembre 1852.
A seguito degli eventi del 1919-1920, fu eretta il 30 aprile 1920 l'amministrazione apostolica di Fiume, comprensiva della città e del suo suburbio (l'antico arcidiaconato), con territorio ricavato dalla diocesi di Segna e Modruš.
Il 25 aprile 1925 l'amministrazione apostolica fu elevata a diocesi in forza della bolla Supremum pastorale di papa Pio XI; al primitivo territorio furono aggiunte porzioni sottratte alle diocesi di Trieste e Capodistria, di Lubiana e ancora di Segna e Modruš, in modo da comprendere tutta la provincia del Carnaro.
Nel 1934 si ampliò incorporando un'altra porzione di territorio già appartenuta alla diocesi di Trieste.
Il 27 luglio 1969 per effetto della bolla Coetu instante di papa Paolo VI la diocesi fu unita all'antica diocesi di Segna ed elevata al rango di arcidiocesi metropolitana, assumendo il nome di arcidiocesi di Fiume-Segna. La diocesi di Segna era stata eretta nel 1168 e nel 1630 era stata unita alla diocesi di Modruš. Agli arcivescovi fu concesso il privilegio di aggiungere al proprio titolo quello di vescovi di Modruš.
Il 17 ottobre 1977 con la bolla Prioribus saeculi di papa Paolo VI cedette alla diocesi di Capodistria le parrocchie che si trovavano nella Repubblica Socialista di Slovenia.
Il 25 maggio 2000 si è divisa in forza della bolla Ad Christifidelium spirituali di papa Giovanni Paolo II, dando origine alla presente arcidiocesi di Fiume e alla diocesi di Gospić-Segna. Contestualmente Modruš è diventata sede vescovile titolare.
All'arcidiocesi è unito il titolo abbaziale di San Giacomo di Abbazia.

## Cronotassi dei vescovi
Si omettono i periodi di sede vacante non superiori ai 2 anni o non storicamente accertati.
- Celso Costantini † (30 aprile 1920 - 12 agosto 1922 nominato delegato apostolico in Cina)
- Isidoro Sain, O.S.B. † (17 settembre 1922 - 28 gennaio 1932 deceduto)
- Antonio Santin † (10 agosto 1933 - 16 maggio 1938 nominato vescovo di Trieste e Capodistria)
- Ugo Camozzo † (17 agosto 1938 - 13 gennaio 1948 nominato arcivescovo di Pisa)
  - Sede vacante (1948-1969)
- Viktor Burić † (20 agosto 1969 - 18 aprile 1974 ritirato)
- Josip Pavlišić † (18 aprile 1974 succeduto - 5 gennaio 1990 ritirato)
- Anton Tamarut † (5 gennaio 1990 succeduto - 28 giugno 2000 deceduto)
- Ivan Devčić (17 novembre 2000 succeduto - 11 ottobre 2022 dimesso)
- Mate Uzinić, succeduto l'11 ottobre 2022

## Statistiche
L'arcidiocesi nel 2023 su una popolazione di 226.982 persone contava 164.301 battezzati, corrispondenti al 72,4% del totale.
| anno | popolazione | popolazione | popolazione | presbiteri | presbiteri | presbiteri | presbiteri                | diaconi | religiosi | religiosi | parrocchie |
| anno | battezzati  | totale      | %           | numero     | secolari   | regolari   | battezzati per presbitero | diaconi | uomini    | donne     | parrocchie |
| ---- | ----------- | ----------- | ----------- | ---------- | ---------- | ---------- | ------------------------- | ------- | --------- | --------- | ---------- |
| 1950 | 108.000     | 110.000     | 98,2        | 70         | 57         | 13         | 1.542                     |         | 17        | 120       | 32         |
| 1968 | 110.000     | 150.000     | 73,3        | 44         | 14         | 30         | 2.500                     |         | 42        | 178       | 25         |
| 1980 | 339.000     | 462.000     | 73,4        | 147        | 89         | 58         | 2.306                     |         | 77        | 267       | 169        |
| 1990 | 299.000     | 457.000     | 65,4        | 149        | 100        | 49         | 2.006                     |         | 69        | 234       | 169        |
| 1999 | 290.000     | 390.000     | 74,4        | 154        | 101        | 53         | 1.883                     |         | 71        | 206       | 172        |
| 2000 | 230.000     | 300.000     | 76,7        | 123        | 66         | 57         | 1.869                     |         | 77        | 195       | 89         |
| 2001 | 198.500     | 279.500     | 71,0        | 106        | 61         | 45         | 1.872                     |         | 52        | 193       | 89         |
| 2002 | 198.300     | 289.050     | 68,6        | 110        | 62         | 48         | 1.802                     |         | 54        | 190       | 90         |
| 2003 | 213.650     | 266.800     | 80,1        | 111        | 64         | 47         | 1.924                     |         | 53        | 186       | 90         |
| 2004 | 213.650     | 266.800     | 80,1        | 107        | 67         | 40         | 1.996                     |         | 47        | 178       | 90         |
| 2010 | 213.650     | 266.800     | 80,1        | 120        | 76         | 44         | 1.780                     |         | 50        | 164       | 90         |
| 2014 | 213.650     | 266.800     | 80,1        | 122        | 83         | 39         | 1.751                     | 1       | 43        | 159       | 90         |
| 2017 | 212.000     | 264.600     | 80,1        | 132        | 88         | 44         | 1.606                     | 1       | 49        | 152       | 90         |
| 2020 | 194.500     | 252.655     | 77,0        | 124        | 80         | 44         | 1.568                     |         | 49        | 148       | 90         |
| 2022 | 195.308     | 253.891     | 76,9        | 106        | 70         | 36         | 1.842                     |         | 42        | 150       | 90         |
| 2023 | 164.301     | 226.982     | 72,4        | 113        | 80         | 33         | 1.453                     |         | 38        | 173       | 90         |